# Nabłotkowate

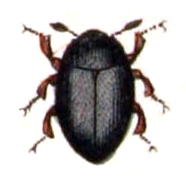
Limnichus pygmaeus

Nabłotkowate (Limnichidae) – rodzina chrząszczy z podrzędu wielożernych i nadrodziny otrupków.

## Morfologia
Chrząszcze drobne, o długości ciała nie przekraczającej zwykle 3 mm. Głowa i czułki całkowicie wciągane do przedpiersia. Między twarzową częścią głowy, a nadustkiem obecny wyraźny szew. Przedplecze z tylną krawędzią wyciągniętą płatowato ku tarczce.

## Ekologia i występowanie
Chrząszcze półwodne. Imagines spotykane w siedliskach wilgotnych, jak pobrzeża strumieni.
Przedstawiciele rodziny występują na całym świecie. Większość w rejonach tropikalnych.

## Taksonomia
Rodzina opisana została w 1846 roku przez Wilhelma Ferdinanda Erichsona. Dawniej zaliczana do Dryopoidea, a od 1995 roku klasyfikowana w Byrrhoidea. Bywała też traktowana jako podrodzina otrupkowatych.
Należą tu 33 rodzaje:

- Acontosceles Champion, 1924
- Afrolimnichus Delève, 1968
- Babalimnichus Satô, 1994
- Bothriophorus Mulsant et Rey, 1852
- Byrrhinus Motschulsky, 1858
- Caccothryptus Sharp, 1902
- Cephalobyrrhinus Pic, 1923
- Cephalobyrrhus Pic, 1923
- Chibidoronus Satô, 1966
- Corrinea Wooldridge, 1980
- Cyclolimnichus Delève, 1968
- Eulimnichus Casey, 1889
- Euthryptus Sharp, 1902
- Hyphalus Britton, 1971
- Jaechobyrrhinus Pütz, 1991
- Lichminus Casey, 1889
- Limnichites Casey, 1889
- Limnichomorphus Pic, 1922
- Limnichus Latreille, 1829
- Mandersia Sharp, 1902
- Martinius Spilman, 1959
- Mexico Spilman, 1972
- Paralimnichus Delève, 1973
- Parathroscinus Wooldridge, 1984
- Pelochares Mulsant et Rey, 1869
- Phalacrichus Sharp, 1902
- Physemus LeConte, 1854
- Platypelochares Champion, 1923
- Pseudeucinetus Heller, 1921
- Resachus Delève, 1968
- Simplocarina Pic, 1922
- Throscinus LeConte, 1874
- Tricholimnichus Hernando et Ribera, 2001